# Jacob ben Eleazar de Toledo
Jacob ben Eleazar de Toledo fue un escritor, lexicógrafo, gramático, filósofo, traductor y poeta hispanojudío del primer tercio del siglo XIII que redactó sus obras en árabe y hebreo.

## Biografía
Poco se sabe sobre él, pese a la abundante obra que dejó. Pertenecía a la nobleza judía, en concreto a la familia toledana de los Abenalazar. Fue educado como los demás jóvenes pudientes judíos de su época en la lengua y cultura árabes además de en las suyas propias, por lo que resultó ser bilingüe. Era coetáneo de Yehuda Al-Harizí (1165–1225) y, buscando mecenazgo como él, viajó por los reinos ibéricos y por Provenza. En esta última región francesa encontró a tres: el médico, escritor y juez Benveniste ben Hiyya, que sufragó su traducción del Calila e Dimna; y Semuel y 'Ezra, hijos de Yehudá ben Natanel de Beaucaire, a los que dedicó su obra de ética Gan Te'udot.
Ben Eleazar compuso libros de carácter gramatical, filosófico o literario en árabe y hebreo. Su versión desde el árabe al hebreo del Calila e Dimna está hecha en prosa rimada. Una de sus obras de carácter lingüístico, el Kitāb al-Kamil / Sefer ha-Šalem, solo ha subsistido en forma de citas por otros autores (por ejemplo, el hijo y sucesor de Maimónides, Abraham Maimónides; David Qimhi; Isaac Israeli ben Joseph). Contenía probablemente una parte gramatical y otra léxica. También se le deben los 23 capítulos del tratado filosófico en verso y prosa Sefer Pardes Rimmoné ha-Hokmá wa-'arugat bosem ha-mezimmá y una obra ética y filosófica que compuso ya en su vejez, el Sefer gan ha-te'udot / Disputa entre el alma racional y el intelecto. Lo más innovador que aportó a la literatura hispanohebrea fueron sin embargo los diez cuentos que escribió en 1233 a la manera de las maqamas musulmanas, el Sefer ha-Mešalim, por petición de sus amigos, a fin de demostrar que la lengua hebrea era tan apta como la musulmana para este género. Empieza por una historia alegórica del alma y el corazón y luego sigue una disputa entre la poesía y la prosa; tras un ejercicio literario sobre el mayor número de metáforas incluidas en un solo verso, viene una disputa entre el cálamo y la espada, donde se defiende la superioridad de las armas sobre las letras. Cuatro de ellas son historias de amor bastante inusuales en la literatura hispanohebrea: por ejemplo, la historia de un viejo que quiere estorbar el amor de dos jóvenes amantes, el combate del rey Markil, animado por su amada, contra un gigantesco etíope; la historia de dos mujeres que vestidas de guerreros se disputan el amor de un hombre, que, naturalmente, acaba quedándose con las dos; no falta la figura del hipócrita santurrón, vicioso y avaro en la realidad, ni el cuento del náufrago enamorado platónicamente de una princesa; acaba con el cuento desolador del que cría a un niño huérfano y un lobato que luego le causan infinidad de daños.
Jacob ben Eleazar es el primer judío en tratar el amor platónico y en presentar, como los célebres Aucassin y Nicolette, a dos amantes niños aún; no acude al tópico de la amada cruel, sino que al contrario los amores son correspondidos; el joven que abandona su casa para correr aventuras es también un tema nuevo.